# Румунські народні танці
Румунські народні танці (рум. Dansuri populare românești), (угор. Román népi táncok), Sz. 56, BB 68 — сюїта з шести коротких фортепіанних п’єс, складених Белою Бартоком у 1915 році. Пізніше він оркестрував її для невеликого ансамблю в 1917 році як Sz. 68, BB 76.
Він заснований на семи румунських мелодіях із Трансільванії, які спочатку грали на скрипці чи пастушій флейті. Спочатку його назва була «Румунські народні танці з Угорщини» (угор. Magyarországi román népi táncok), але пізніше був змінений Бартоком, коли Трансільванія стала частиною Румунії в 1920 році. Нині він доступний у виданні 1971 року, яке написано з ключовими підписами, хоча Барток рідко використовував ключові підписи.

## Структура
Цей набір танців складається з шести частин і, за словами композитора, на його виконання має піти чотири хвилини три секунди, але більшості професійних піаністів потрібно до п'яти хвилин. Нижче наведено список рухів (оригінальна угорська назва вказана першою, найбільш відома румунська назва — другою, а англійський переклад у дужках):
1. Bot tánc / Jocul cu bâtă (Танець із палицями)
Мелодія першої частини, за словами Бартока, походила з села Мезесабад (сучасний Войнічені), яке було частиною комуни Мезецаваш (сучасний Чеуашу-де-Кимпіє), розташованої в адміністративному повіті Марош-Торда в Трансильванії, і він вперше почув її, коли на ній грали двоє циганських скрипалів.[3]
2. Brâul (Танець Саш)
Друга частина — це типовий танець Румунії під назвою Brâul, для якого традиційно використовувався пояс або пояс. Ця мелодія прийшла з Егреса (сучасний Ігріш), що в регіоні Банат.[1]
3. Topogó / Pe loc (В одному місці)
Третій танець також походить з Егресу (Ігріш), але його тема набагато темніша, а його мелодія відтворює інструменти Близького Сходу, такі як флейта..[4]
4. Bucsumí tánc / Buciumeana (Танець із Буксума)
Четвертий танець прийшов з Бучони, округ Алсо-Фехер (сьогодні Бучум, округ Алба в Румунії).[5]
5. Román polka / Poarga Românească (Romanian Polka)
П'ятий танець — це старий румунський танець, схожий на польку, і походить із Беленьєш (сучасний Беюш, округ Біхор), поблизу кордону між Угорщиною та Румунією.[6]
6. Aprózó / Mărunțel (Fast Dance)[7][8]
Шостий і останній танець утворений двома різними мелодіями: перша з Беленьєш (сьогодні Беюш), а друга з села Нягра (сьогодні Неагра) у межах комуни Палотайва (сьогодні Лунка-Брадулуй).[9] Як в оркестровій, так і в оригінальній фортепіанній версії останні два танці виконуються attacca — без перерви між рухами.[10]

## Аналіз
| Рух                             | Темп                               | Час виконання   | Тональність                       | Стиль                    | Лад |
| ------------------------------- | ---------------------------------- | --------------- | --------------------------------- | ------------------------ | --- |
| Bot tánc / Jocul cu bâtă        | Алегро модерато = 104              | 57 секунд       | Ля мінор                          | Проста двочастинна форма | Дорійський та Еолійський у ключовому центрі ля                                                                             |
| Brâul                           | Алегро = 144                       | 25 секунд       | Ре мінор                          | Бінар                    | Дорійський зосереджений на ре                                                                                              |
| Topogó / Pe loc                 | Анданте = 90                       | 45 секунд       | Сі мінор                          | Бінар                    | Еолійський і арабський вплив (додаткові секунди) на центральній тональності сі або циганській гамі без провідного тону     |
| Bucsumí tánc / Buciumeana       | Модерато = 100                     | 35 секунд       | Ля мажор                          | Бінар із 2 мелодіями     | Домінантовий лад у ключовому центрі ля                                                                                     |
| Román polka / Poarga Românească | Алегро = 152                       | 31 секунд       | Ре мажор                          | Бінар із 2 мелодіями     | Лідійський лад у ключовому центрі ре                                                                                       |
| Aprózó / Mărunțel               | Алегро, = 152, за Più Алегро = 160 | 13 та 36 секунд | Ре мажор, модулюється до ля мажор | 3 мелодії і кода         | Ключовий центр ля; перша частина починається з лідійської, але в міксолідійській; друга частина написана доріанською мовою |

## Аранжування
Крім версії, яку Барток написав для невеликого оркестрового ансамблю, деякі друзі Бартока написали адаптації або транскрипції цього твору для кількох різних ансамблів. Нижче перераховані найвідоміші:
- Версія Артура Вільнера для струнного оркестру . Це проста транскрипція без змін оригінальної музики.
- Версія Золтана Секелі для скрипки та фортепіано. Це не просто транскрипція, а й аранжування та адаптація твору для цих двох інструментів. Деякі з модифікацій, внесених Секелі, включали транспозицію деяких частин (другу частину було перенесено з ре мінору на фа ♯ мінор, третю з сі мінору на ре мінор і четверту з ля мажору на до мажор), повторення деяких частин, додавання тактів і використання кількох технік для скрипки, таких як штучні гармоніки, подвійні зупинки та Sautillé.[5]

## Видатні записи
Серед відомих записів цієї композиції:
| Фортепіано соло | Звукозаписна компанія              | Рік запису | Формат |
| --------------- | ---------------------------------- | ---------- | ------ |
| Андраш Шифф     | Denon Records / Brilliant Classics | 1980 рік   | CD     |
| Єньо Яндо       | Naxos Records                      | 2005 рік   | CD     |

Серед відомих записів аранжування Золтана Секелі:
| Скрипка       | фортепіано  | Звукозаписна компанія | Рік запису | Формат |
| ------------- | ----------- | --------------------- | ---------- | ------ |
| Джозеф Сігеті | Бела Барток | EMI Classics          | 1930 рік   | CD     |

## Подальше читання
- Hinson, Maurice (December 1991). Romanian Folk Dances, Sz. 56, for the piano (вид. Alfred Masterwork). Alfred Publishing. ISBN 978-0-88284-864-8.
- Kroo, Gyorgy (1974). Guide to Bartok. Branden Publishing Co. ISBN 978-0-8283-1559-3.
- Suchoff, Benjamin (1993). Béla Bartók essays. Lincoln: University of Nebraska Press. ISBN 978-0-8032-6108-2.
- Antokoletz, Elliott; Fischer, Victoria; Suchoff, Benjamin (2000). Bartók perspectives: man, composer, and ethnomusicologist. Oxford: Oxford University Press. ISBN 978-0-19-512562-7.
- Yeomans, David (1988). Bartók for piano. Bloomington: Indiana University Press. ISBN 978-0-253-21383-9.

## Зовнішні посилання
- Romanian Folk Dances, Sz. 56: Ноти творів на сайті International Music Score Library Project
- Romanian Folk Dances, Sz. 68: Ноти творів на сайті International Music Score Library Project